# Ruse (tỉnh)
Tỉnh Ruse (tiếng Bulgaria: Русенска област) là một tỉnh ở phía bắc Bulgaria, giáp vùng Sud - Muntenia của România qua sông sông Danube. Tỉnh này được đặt tên theo thành phố chính của tỉnh, Ruse, các đô thị khác là Borovo, Byala, Dve mogili, Ivanovo, Slivo pole, Tsenovo và Vvàovo.
Cầu hữu nghị Ruse-Giurgiu, là cây cầu duy nhất bắc qua sông Danub ở Bulgaria vào thời điểm năm 2006.